# 158e régiment d'infanterie (France)
Pour les articles homonymes, voir 158e régiment.
Le 158e régiment d'infanterie (158e RI), dit « régiment de Lorette », est un régiment d'infanterie de l'Armée de terre française formée à trois bataillons en 1887.

## Création et différentes dénominations
- 25 juillet 1887 : formation du 158e régiment d'infanterie
- juillet 1940 : dissolution
- 16 février 1945 : recréé comme 158e régiment d'infanterie
- janvier 1946 : dissolution
- décembre 1959 : recréé comme 158e bataillon d'infanterie
- 1962 : dissolution

## Chefs de corps
- 1889 : colonel Champs
- 1892 : lieutenant-colonel Peloux
- 1897 : colonel Lamy
- 1900 - 1904 : colonel Armand de Fraguier.
- 1905, 1907 : colonel Gustave François Louis Silhol (1854-1938)
- 1910 : colonel Puech
- 1911, 1912 : colonel Faes
- 1er juillet - 4 novembre 1914 : lieutenant-colonel Jules Houssement.
- 4 novembre 1914 - 10 novembre 1914 : chef de bataillon Pierre Riondet
- 10 novembre 1914 - 2 avril 1915 : lieutenant-colonel Mignot.
- en septembre 1916 : lieutenant-colonel Guedeney
- en octobre 1917 : lieutenant-colonel Lefort
- en mai, juillet et septembre 1918 : lieutenant-colonel Cazal
- en novembre 1918 : lieutenant-colonel Chabert
- 1919 - 17 décembre 1925 : colonel François Randier
- 18 décembre 1925 - 1929 : colonel Ludovic Bourgine
- 1929 - 24 août 1931 : colonel Georges-Louis Germain
- 25 août 1931 - 21 juillet 1933 : colonel Paul Tassel
- 1934 - 1935 : colonel Joseph de Verdilhac
- 1936 : colonel Gaston Roton
- 1938 : colonel Jean, Emile Veron
- 18 octobre 1939 - mai 1940 : lieutenant-colonel Pierre Puccinelli
- 10 juin 1940 -...: Lieutenant-colonel Paul Trouillet
- 1944 : colonel Parisot
- 1945 : colonel Monnet
- 1945 - 1946 : lieutenant-colonel René Babonneau.

## Historique des garnisons, combats et batailles du158eRI

### De 1871 à 1914

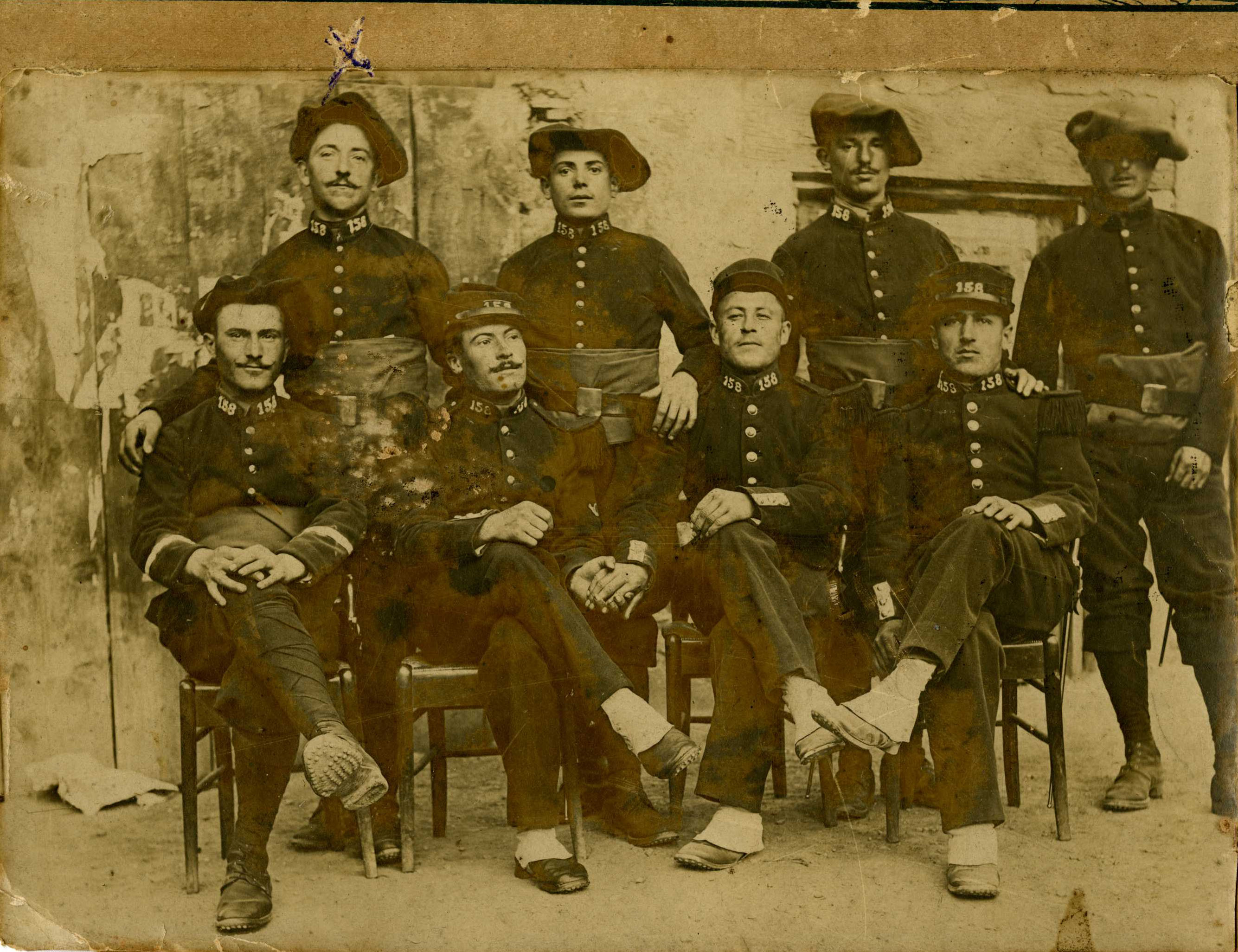
Soldats du en tenue alpine, vers 1907-1909.

Le 158e RI doit sa création à la réforme de l’infanterie portée par la loi du 25 juillet 1887. Mise en application le 1er octobre, elle réduit à trois bataillons chacun des 144 régiments existants et en forme 18 nouveaux, à raison d'un par région militaire, prenant la suite des numéros disponibles, de 145 à 162. Trois d’entre eux, le 157e, le 158e et le 159e sont affectés à la défense des Alpes, spécialité qui les distinguera et qu'ils partageront jusqu'à la veille de la Première Guerre mondiale, sans pouvoir être confondus avec les chasseurs alpins, créés pour leur part en 1888.
La vocation alpine du 158e RI à sa création lui vaut parfois la dénomination, plus usuelle qu’officielle, de régiment d’infanterie alpine (RIA). Il a pu être qualifié de « régional » mais uniquement par référence à ses conditions de création (un régiment par région) et n’a aucun rapport avec le 158e régiment régional (158e RR) qui a existé dans les Alpes-Maritimes en 1939-1940. C’est sans aucun doute par erreur qu’il apparaît parfois comme régiment de forteresse (RIF) dans la période 1939-1940 car tel n'a jamais été son statut. Il est en revanche possible de le trouver, mentionné sous la plume de militaires de l'époque, comme régiment d'infanterie de campagne, précisément par opposition à l'infanterie de forteresse. Quand on l'appelle RIM ce n'est pas en tant que régiment mécanisé mais au titre de l'infanterie métropolitaine, par distinction d'avec l'infanterie coloniale, ou au titre de l'infanterie de montagne. Le terme traditionnel de 158e régiment d’infanterie de ligne est possible mais l’appellation la plus simple reste celle de 158e régiment d’infanterie, abrégée en « 15-8 » par l’usage militaire. Depuis la Première Guerre mondiale il arrive qu’on le connaisse mieux en tant que « Régiment de Lorette », surnom acquis par ses faits d’armes sur la colline de Notre-Dame-de-Lorette, au cours de la bataille de l'Artois en 1915.
Le 158e RI est formé le 1er octobre 1887 avec  :
- le 4e bataillon du 32e régiment d'infanterie
- le 3e bataillon du 96e régiment d'infanterie
- le 4e bataillon du 140e régiment d'infanterie

Il est affecté dans les Alpes, comme ses voisins numériques le 157e et le 159e RI. Il stationne un temps à Briançon où il est relevé en juillet 1888 par le 157e. L’organisation des trois régiments se stabilise rapidement. À partir du 28 février 1890, le 157e et le 158e RI constituent la « brigade régionale de Lyon ». Leur état-major et une partie des effectifs stationnent à Lyon tandis qu’une autre partie occupe des postes en altitude, le 157e dans la vallée de l'Ubaye, le 158e dans celles de la Tarentaise (Moûtiers, Bourg-Saint-Maurice) et de la Maurienne (Modane, fort du Replat, L'Esseillon). Le 159e RI stationne quant à lui à Briançon où il va devenir un pionnier de l’utilisation du ski. Les trois régiments sont dotés chacun d’un quatrième bataillon en octobre 1891, afin de permettre l’occupation d’ouvrages fortifiés récents. Les bataillons d’infanterie basés en montagne conservent la tenue de l’infanterie mais adoptent le grand béret des chasseurs et les bandes molletières (c’est ainsi qu’on peut voir sur des photographies d’époque des soldats du 158e RI côte à côte, portant des tenues différentes : grand béret ou képi, bandes molletières ou guêtres, ceinture large en tissu (taillole) ou ceinturon en cuir).
Un bataillon du 158e RI participe aux manœuvres de Maurienne d’août 1897, avec une partie du 97e RI, du 2e RI, et près de dix bataillons de chasseurs alpins, en présence du président de la République, Félix Faure. Lors de la catastrophe du 23 juillet 1906, un détachement du 158e RI aide au déblaiement du village de Fourneaux, près de Modane, dévasté par la crue du torrent de Charmaix. De 1910 à 1912 le 3e bataillon du 158e RI est détaché à Sidi Bel Abbès.
La période alpine du 158e RI prend fin en septembre 1913. La brigade régionale de Lyon est supprimée et le 15-8 au complet est envoyé à la frontière des Vosges, au sein de la 43e division d’infanterie, lors de la création du 21e corps d'armée dans l’est de la France. Son état-major et le 2e bataillon stationnent à Bruyères, le 1er bataillon à Fraize, le 3e à Corcieux. Dans cette phase qui précède la Première Guerre mondiale, les effectifs du 158e RI proviennent des populations lyonnaise, savoyarde, charentaise et vosgienne.

### Première Guerre mondiale

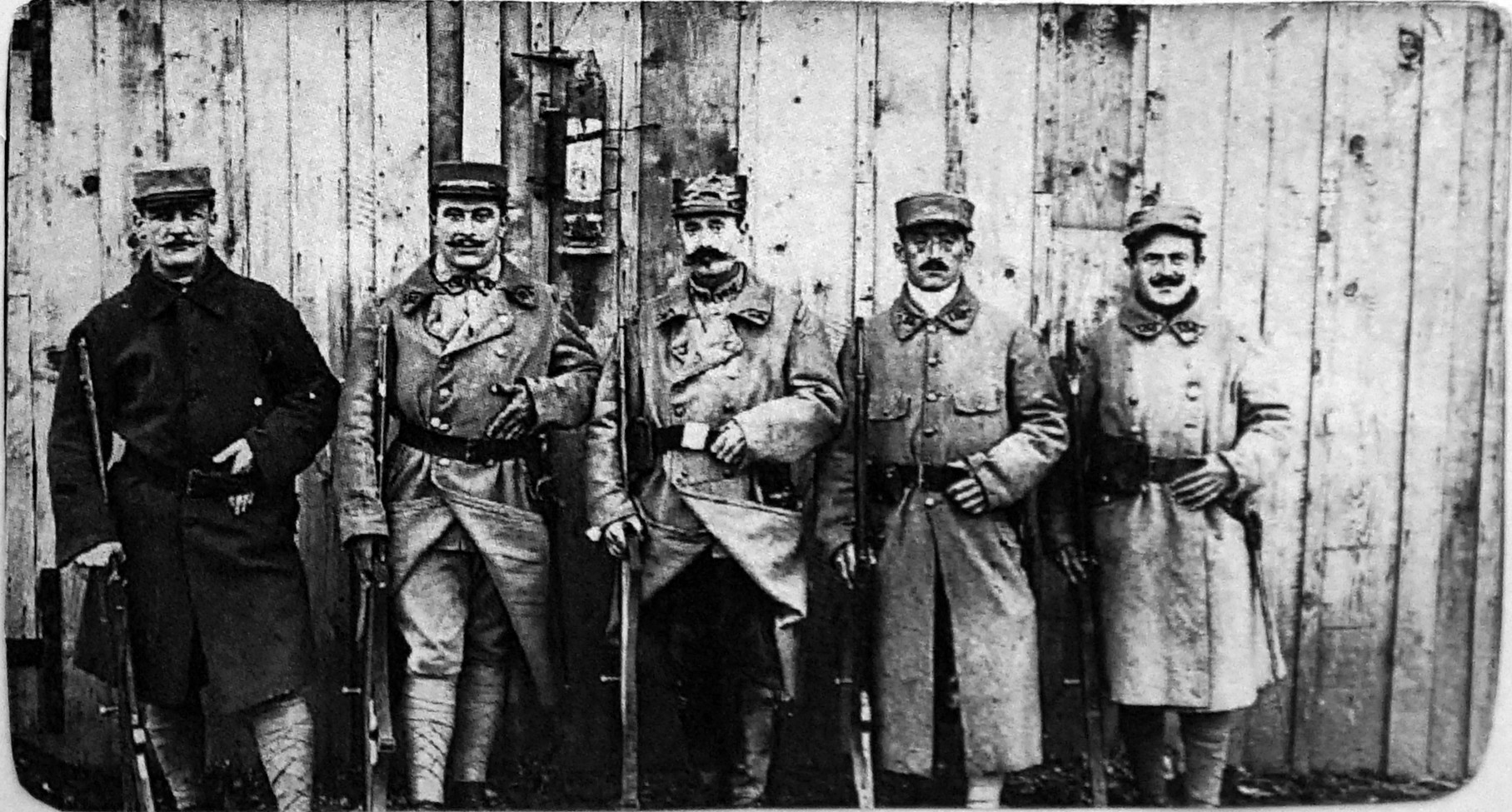
Soldats du vers 1915.

En 1914 casernement : Bruyères, Fraize, Corcieux, à la 85e brigade d'infanterie, à la 43e division d'infanterie, 21e corps d'armée. À la mobilisation, il met sur pied son régiment de réserve, le 358e régiment d'infanterie.
Pendant la guerre de 1914 à 1918, il a combattu, notamment à Lorette, dans le Pas-de-Calais. Le régiment était composé en partie de Lyonnais.

#### 1914
- Opérations d'Alsace. 1re et 2e armée :
- Saint-Blaise-la-Roche,
- 25 août - 4 septembre : bataille du col de la Chipotte
- 24 août - 26 août : la trouée de Charmes,
- Ménil-sur-Meurthe.
- La Marne : camp de Mailly, Sompuis (10 septembre), Souain, Bois Sabot (13 septembre et suivants).
- Bataille d'Ypres : canal de Douai (octobre), Cambrin, Vermelles, tranchées de Noulette, bataille des Flandres (combats de Kemmel et moulin de Spanbroke du 3 au 8 novembre, mont Saint-Eloi du 10 au 15, Hooge du 16 nov. au 5 décembre).

#### 1915
- Mars : le dépôt du 158e R.I forme deux compagnies du 414e régiment d'infanterie.
- Bataille de l'Artois. Attaque du Grand Éperon de Notre-Dame de Lorette (15 au 20 mars) ; attaque de la tranchée des Saules le 14 mai ; prise du plateau de Notre-Dame-de-Lorette Lorette (22 mai) ; Fond de Buval et Chemin Creux le 18 juin ; bois en Hache le 25 septembre.

#### 1916
- Bataille de Verdun : fort et village de Vaux (9 au 17 mars et 31 mars au 5 avril), Damloup, Tavannes. Champagne, Tahure, bataille de la Somme Soyécourt, Vermandovillers, puis Ablaincourt (7 novembre).
- L'hiver 1916-1917 se passe en repos, instruction et entraînement en Haute-Saône et en Alsace.

#### 1917
- Chemin des Dames (fin mai). Aisne : bataille de la Malmaison du 23 au 25 octobre (talus de la Bascule, tranchée des Hérissons).

#### 1918

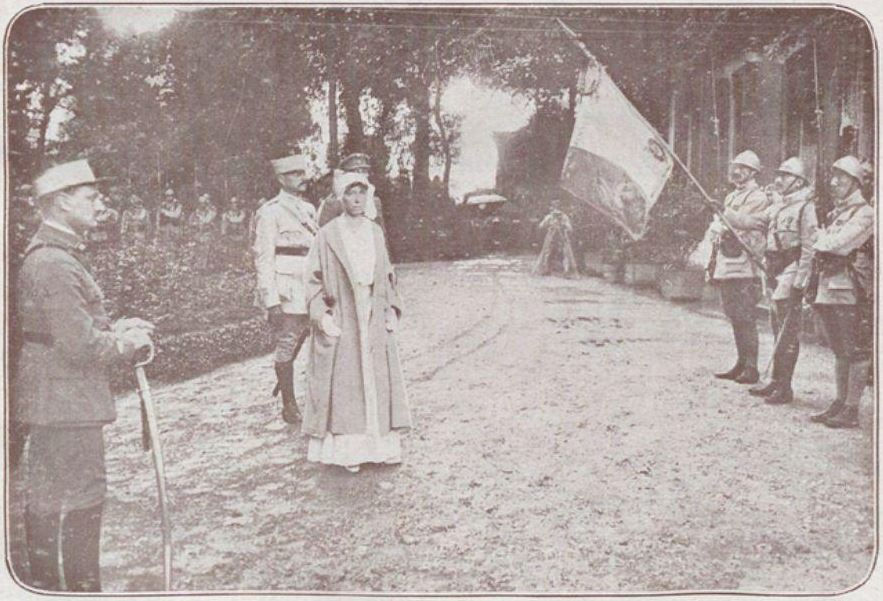
Le drapeau du est présenté à la reine des Belges Élisabeth en 1918.

- Vosges: Bruyères. Aisne : Arcy, Branges, Bézu, bois de Belleau (1er juin), ferme de Paris (2 juin). Champagne : Perthes, butte de Tahure et bois du Bouc (26 septembre), côtes 193, Orfeuil, ferme du Tremblat (25 au 28 septembre).

### Entre-deux-guerres
- Suites de la Première Guerre :

En 1938, Édouard Herriot président de la Chambre des députés, maire de Lyon, inaugure un monument à la gloire du régiment sur les lieux des combats. Le monument, élevé sur la route nationale de Béthune à Arras entre Aix-Noulette et Souchez, au pied du plateau de Lorette, est discret comme il convient pour commémorer tant d’humbles sacrifices. C’est une stèle sur laquelle les passants peuvent lire : "À la gloire du 158e RI, le Régiment de Lorette. - Ce monument a été élevé par les survivants du 158e RI à la mémoire des morts du secteur de Lorette - Grand Éperon, Tranchée des Saules, Fond de Buval, Bois en Hache - et en souvenir de leurs camarades tombés sur les divers champs de bataille en 1914-1918".
- Entre-deux-guerres :

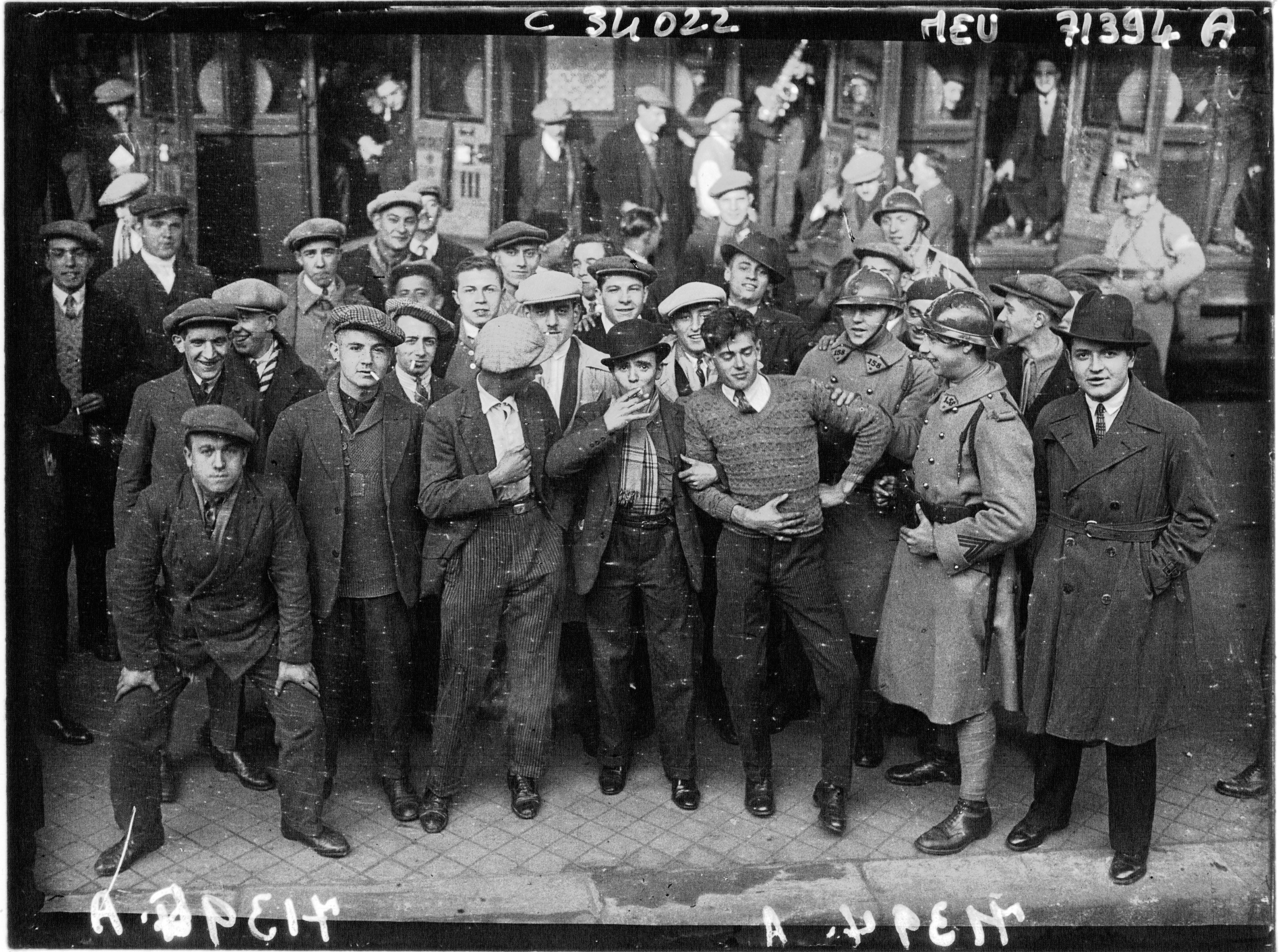
Conscrits partant de la gare de l'Est en 1929 pour effectuer leur service militaire. Les jeunes gens en uniforme appartiennent au.

À la fin de la Première Guerre mondiale, le 158e RI est regroupé à Strasbourg. Il fait plusieurs déplacements de durée variable en Allemagne : quelques jours en avril 1920 ; du 10 mai à septembre 1921, en Rhénanie ; de janvier à avril 1923 au nord de Dusseldorf. Le 14 avril 1923, le 3e bataillon est dissous tandis que sont mis sur pied les 3e et 4e bataillons de mitrailleurs. Jusqu’en 1939, le 158e RI est en stationnement à Strasbourg. Un de ses bataillons est détaché à Mutzig.
Dans cette période, le 15-8 est le régiment représentatif de Strasbourg.

### Seconde Guerre mondiale

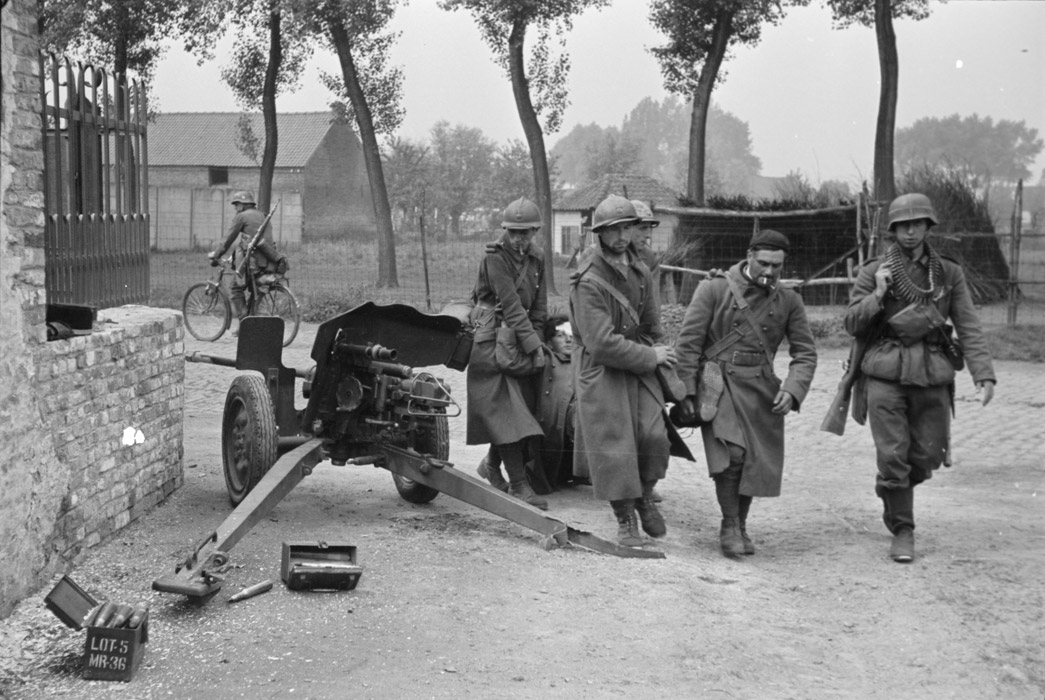
À Thulin (Belgique), le 23 mai 1940, des soldats du portent un des leurs blessé, encadrés par un Allemand. Ils passent devant un des canons de 25 antichars du régiment.

Réorganisé début juin 1939 avec deux bataillons, le premier issu du 29e BCP et 158e RI, le second élément de la 21e DI sous les ordres du lieutenant-colonel Puccinelli[réf. nécessaire].
Régiment d'active mobilisé sur le type Nord-Est au centre mobilisateur d'infanterie no 201 de Strasbourg / Mutzig, le 158e RI appartient à la 43e division d'infanterie.
Le 158e subit de lourdes pertes au cours des combats à Boussois et Elesme le 19 mai 1940. Le III/158e échappe à l'encerclement et se replie sur Thulin en Belgique. Il en chasse des unités de reconnaissance de la 269e division d'infanterie allemande mais est capturé par l'Infanterie Regiment 469[réf. souhaitée].

### Après 1945
En mars 1945 sous les ordres du lieutenant-colonel René Babonneau le 158e RI participe à la libération de l'île d'Oléron (opération Jupiter) fin avril 1945. Le 15 mai 1945, le 158e régiment d'infanterie est affecté à la 23e division d'infanterie. C'est dans ce cadre qu'il intervient en Allemagne en octobre, avant d'y être dissous, le 15 novembre 1945, à Jettenbach.

### Guerre d'Algérie
- Entre 1960 et 1962, le 158e BI fut déployé autour de Mascara (Secteur placé sous les ordres du Colonel Chalandon)

Le 158e BI - commandé par le lieutenant-colonel Calmon- était bataillon de soutien du secteur de Mascara.
Les divers services et la Compagnie de soutien du 15-8 étaient hébergés au quartier Ben Daoud à Mascara, dans une moitié de la caserne (l'autre moitié étant occupée par la Légion étrangère). Une compagnie opérationnelle était implantée à Saint Hyppolite en soutien du Quartier de Pacification Nord du secteur de Mascara.
La 3e compagnie du 15-8 était compagnie de soutien du QPS (Quartier de Pacification Sud) à Thiersville.
Le QPS fut successivement commandé en 1960 par le commandant Daly puis en 1962 par le Commandant Geoffroy ; l'officier-adjoint était le lieutenant Vernet; l'officier de renseignement: le sous-lieutenant Fuchs (1° homonyme) aidé du sergent-chef Armand ; l'officier chargé de l'action psychologique: le sous-lieutenant Thomas; un médecin militaire intervenait aussi au dispensaire civil situé près de la mairie de Thiersville).
Le commandant de la 3e compagnie était le lieutenant d'active (2 barrettes) Fuchs (2° homonyme) puis le capitaine Roger.
Trois sections étaient dispersées dans les douars:
- la 1re aux Aoufs (ferme Mauriès) commandé par un sous-lieutenant: Rachel puis Zimmer ;
- la 2e à la "ferme des 4 chemins" (non loin de la BAN base aéronavale de Thiersville) avec le sous-lieutenant Lebodo
- la 3e à Béniane près du "village de regroupement" avec le sous-lieutenant Lagarde

*
- la 4e section -commandée par l'Adjudant-chef Lemmelet, ancien d'Indochine(, aidé du sergent d'active Jean Vignal (sous-chef de section et tireur à la mitrailleuse 12-7 du half-track -  elle était  cantonnée à Thiersville près de la piscine  dans une ancienne ferme et dans l'ancien marché couvert. Elle  comprenait -outre les Officiers et Sous-Officiers d'active- un important groupe de harkis.

NB 1: Le responsable administratif de la 3° compagnie -un sous-officier- (chargé entre autres tâches de distribuer aux "Appelés" -2 fois par mois- la solde  et les paquets de cigarettes spéciales "troupe".) fut, entre Nov 1960 et Av 1962, Mrs  Castel, Maruitte, Duporche... 
NB 2: Le 158e BI avait - à Mascara- la garde du drapeau régimentaire  hérité de la 1ère Guerre mondiale. la 3e compagnie avait elle aussi son fanion aux couleurs du 15-8 . Déployé habituellement au mur dans le bureau du commandant de Compagnie, il était sorti au moment des prises d'armes comme le 14 juillet ou le changement de Commandant de Compagnie (Témoignage d'un "appelé" qui a effectué son service militaire  à Thiersville de novembre 1960 à avril 1962).
- Après les accords d'Évian de mars 1962 entre la délégation du gouvernement français (conduite par le ministre Louis Joxe) et la délégation du GPRA (gouvernement provisoire de la république Algérienne) conduite par M.Krim Belkacem, le 158e BI fut officieusement dissous; les militaires furent répartis dans d'autres unités -le 19e bataillon de chasseurs portés par exemple- ou versés dans une unité, nouvellement constituée de la force locale pour l'ordre (UFLO).
- NB: 114 U.F.L.0 furent ainsi constituées en Algérie; dans la région d'Oran et Mascara, ce furent la 487e UFL à Tizit et la 488° UFL à Nesmoth. Chaque unité était  commandée  par un officier de souche européenne (FSE) nommé par l'Éxécutif provisoire et le délégué général M. Christian Fouché; elle était composée de  10 % de militaires de souche européenne (ou FSE) et de 90 % de  musulmans (ou FSNA: Français de Souche Nord Africaine) anciennement gendarmes auxiliaires,  moghaznis...   Pendant la période transitoire (du 18 Mars jusqu'au référendum d'autodétermination du 1er juillet 1962, et à sa mise en application), il était prévu que la Force Locale serait placée sous l'autorité de l'Exécutif Provisoire d'Alger et des nouvelles autorités préfectorales. Mais la confusion des événements en décida autrement:  les luttes internes entre factions de L'A.L.N (Armée de Libération Nationale Algérienne) pour le pouvoir central à Alger, l'appel à la désertion  lancé par les anciens rebelles aux anciens "collaborateurs" de la France (suivi de la défection -souvent avec armes-  de la plupart des FSNA ) aboutit dès juillet à l'échec quasi généralisé de ces nouvelles structures de maintien de l'ordre.

## Drapeau
Il porte, cousues en lettres d'or dans ses plis, les inscriptions suivantes :
- Alsace 1914
- Artois 1915
- La Somme 1916
- La Malmaison 1917
- L'Aisne 1918
- Champagne 1918

## Décorations
Sa cravate est décorée de la Croix de guerre 1914-1918 avec cinq citations à l'ordre de l'armée .
Il a le droit au port Fourragère aux couleurs du ruban de la Médaille militaire décernée le 10 août 1918.

## Insigne
- Rondache argentée oiseau cigogne bleue blanche écu blanc rouge avec croix de Lorraine.

## Personnages célèbres ayant servi au158eRI
- 1897 - 1901 : Le capitaine Louis Moufflet, qui s’est illustré pendant la Première Guerre mondiale dans l’épisode dit « des chiens d’Alaska » avait servi au 158e RI comme sous-lieutenant puis lieutenant, du 1er avril 1897 au 12 octobre 1901, entre sa sortie de l’École militaire d’infanterie et son affectation au 27e Bataillon de Chasseurs Alpins[6]. (Au printemps 1915 Louis Moufflet, alors capitaine au 62e BCA et Robert Haas, lieutenant d’infanterie, persuadent l’armée française de se doter de chiens de traîneaux afin d’améliorer le transport de haute montagne sur le front enneigé des Vosges et reçoivent mission d’exécuter le projet. En décembre 1915, après quatre mois d’un voyage périlleux, ils ramènent 436 chiens du continent nord-américain et constituent deux Sections d’Équipages Canins d'Alaska (SECA) qui seront des auxiliaires irremplaçables sur le front vosgien jusqu’à la fin de la Première Guerre mondiale[7]).
- 1914 - 1915 : Commandant Pierre Riondet. Officier de la Garde républicaine, Pierre Riondet s'était distingué avant-guerre lors de l'assaut mené contre le repaire du bandit Bonnot puis lors de la célèbre revue militaire de Longchamp du 14 juillet 1913, qu'il avait organisée. Volontaire pour servir aux armées, il est affecté au 158e RI le 12 octobre 1914, et il rejoint son régiment près de Vermelles. Quinze jours plus tard, il se retrouve provisoirement à la tête du régiment, le colonel Houssement ayant été tué. Blessé des suites d'un éclat d'obus, le commandant Riondet est évacué le 20 novembre. Après une convalescence passée sur la Côte d'Azur et en famille, il demande à retourner au front ; et après un passage au 295e RI, en mai 1915 il retrouve le 158e et le 2e bataillon. Une nouvelle blessure l'éloigne momentanément de la zone de combat, où il revient le 10 août. Mais une aggravation de sa santé le contraint à l'évacuation définitive, avant d'être nommé commandant du dépôt de physiothérapie du Grand Palais à Paris. Il terminera sa carrière en qualité d'adjoint au commandant militaire du palais du Sénat. Le lieutenant-colonel Riondet a rédigé des souvenirs sur son passage au 158e RI en 1914, qui ont été publiés en 2012 par un descendant.
- 1914 - 1919 : lieutenant mitrailleur Pierre Chaine
- 1918 : Bertrand du Cor de Duprat de Damrémont cavalier affecté temporairement comme chef du 1er bataillon
- 1918 : Émile Carbon (1898-1988), poète
- 1945 - 1946 : lieutenant-colonel René Babonneau.

### Sources et bibliographie
- Archives militaires du Château de Vincennes.
- À partir du Recueil d'Historiques de l'Infanterie Française (Général Andolenko - Eurimprim 1969).
- Historique du 158e régiment d'infanterie. Campagne 1914-1919, Nancy, impr. de Berger-Levrault, 39 p., lire en ligne sur Gallica.
- De l'Artois aux Flandres 1914. Souvenirs d'un officier du 158e, Pierre Riondet. Présentés et annotés par Claude Vigoureux. Bernard Giovanangeli Éditeur, 2012.
- Émile Simond : Historique des nouveaux régiments créés par la loi du 25 juillet 1887